# Андерс Ліндерот
Андерс Ліндерот (швед. Anders Linderoth, нар. 21 березня 1950, Крістіанстад) — шведський футболіст, що грав на позиції півзахисника. Після завершення ігрової кар'єри — футбольний тренер. Найкращий шведський футболіст 1976 року.
Як гравець насамперед відомий завдяки виступам за клуби «Естерс» та «Олімпік» (Марсель), а також національну збірну Швеції.
Батько Тобіаса Ліндерота, гравця збірної Швеції 2000-х років.

## Клубна кар'єра
У дорослому футболі дебютував 1968 року виступами за команду клубу «Гельсінгборг», в якій провів два сезони.
Своєю грою за цю команду привернув увагу представників тренерського штабу клубу «Естерс», до складу якого приєднався 1971 року. Відіграв за команду з Векше наступні шість сезонів своєї ігрової кар'єри. Більшість часу, проведеного у складі «Естерса», був основним гравцем команди.
1977 року уклав контракт з клубом «Олімпік» (Марсель), у складі якого провів наступні три роки своєї кар'єри гравця. Граючи у складі «Олімпіка» також здебільшого виходив на поле в основному складі команди.
Протягом 1980—1981 років захищав кольори команди клубу «М'єльбю».
Завершив професійну ігрову кар'єру у нижчоліговому клубі «Несбю», за команду якого виступав протягом 1982—1984 років.

## Виступи за збірну
1972 року дебютував в офіційних матчах у складі національної збірної Швеції. Протягом кар'єри у національній команді, яка тривала 9 років, провів у формі головної команди країни 40 матчів, забивши 2 голи.
У складі збірної був учасником чемпіонату світу 1978 року в Аргентині.

## Кар'єра тренера
Розпочав тренерську кар'єру невдовзі по завершенні кар'єри гравця, 1985 року, очоливши тренерський штаб клубу «М'єльбю».
В подальшому очолював команди клубів «Ельфсборг», «Стабек», «Гаммарбю» та «Віборг».
Наразі останнім місцем тренерської роботи був клуб «Ландскруна БоІС», команду якого Андерс Ліндерот очолював як головний тренер до 2009 року.

## Титули і досягнення
- Володар Кубка Швеції (1):

«Естерс»: 1976/77
- Найкращий шведський футболіст року (1): 1976

Тренер
- Володар Кубка Норвегії (1):

«Стабек»: 1998